# Sidestrand

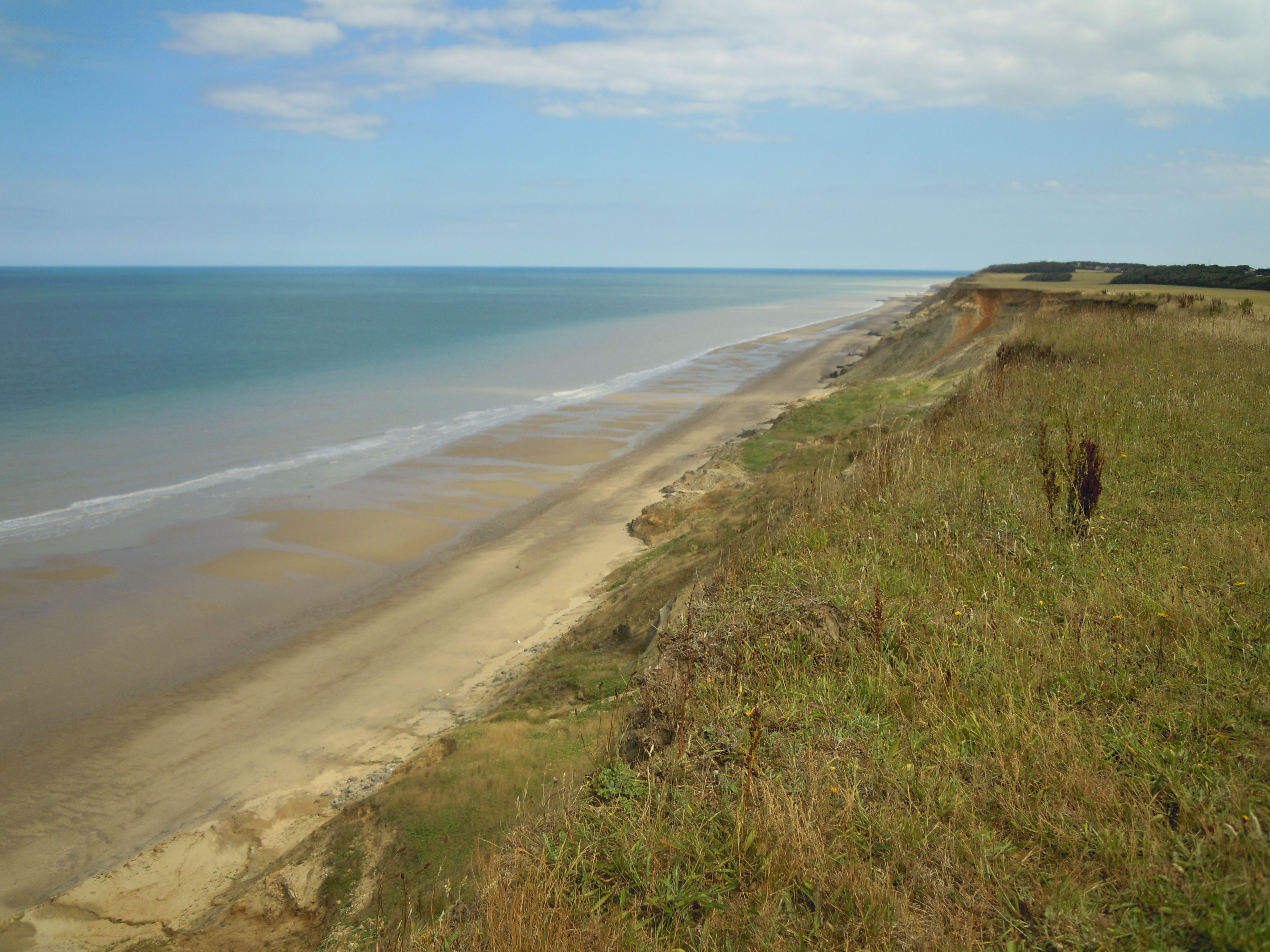
Spiaggia di Sidestrand

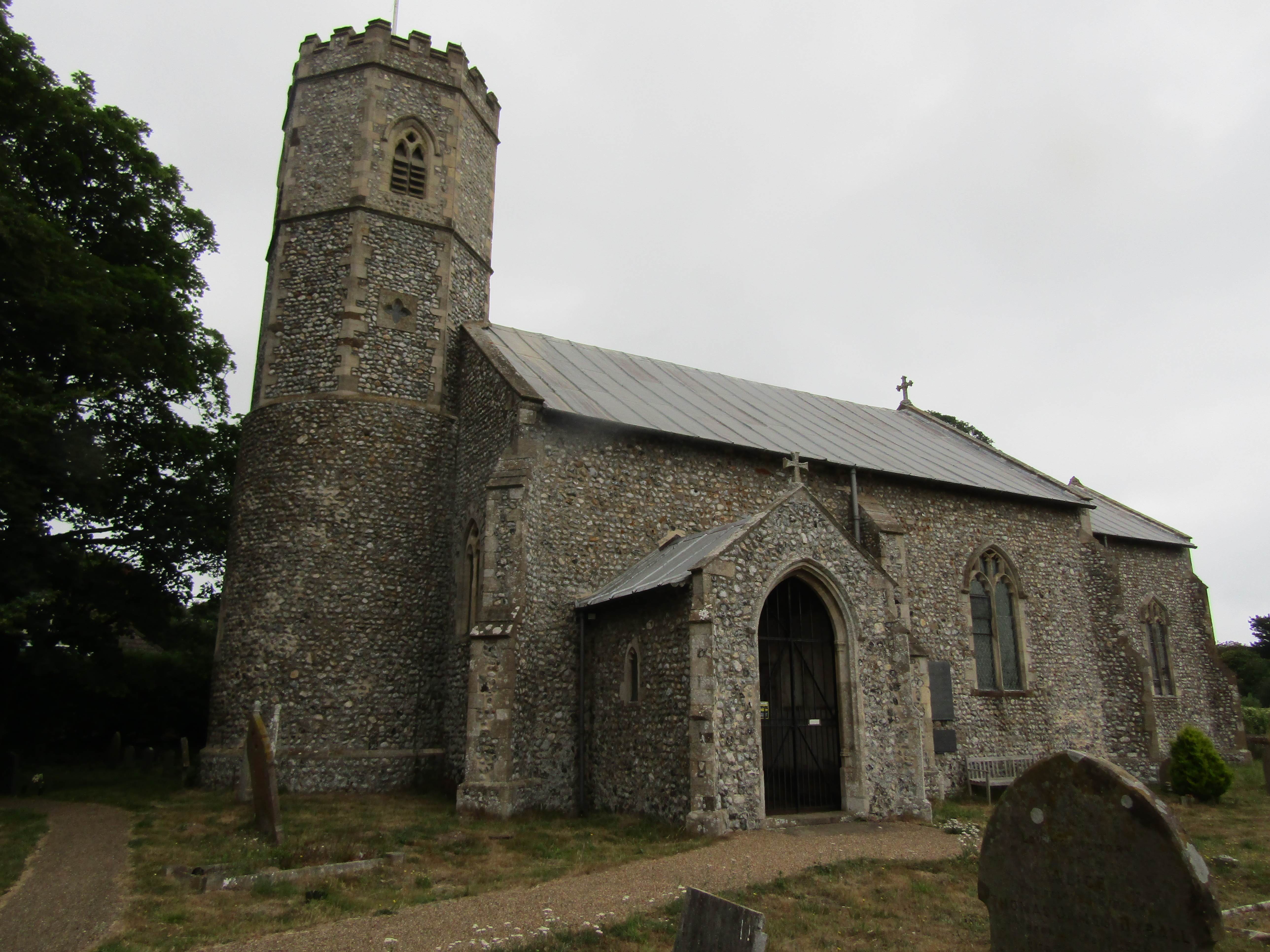
Sidestrand: la chiesa di San Michele

Sidestrand è un villaggio con status di parrocchia civile della costa sud-orientale dell'Inghilterra, facente parte della contea del Norfolk e del distretto del North Norfolk.  

## Geografia fisica
Sidestrand si  trova tra le località costiere di Trimingham e Overstrand (rispettivamente a nord della prima e a sud della seconda),  a circa 4 km a est di Cromer.
La parrocchia civile di Sidestrand occupa un'area di 1,32 km².

## Origini del nome
Il toponimo Sidestrand sarebbe di origine anglosassone e significherebbe "ampia spiaggia".

## Storia
I reperti più antichi rinvenuti in loco risalgono all'epoca romana.

## Monumenti e luoghi d'interesse

### Architetture religiose

#### Chiesa di San Michele
Principale edificio religioso di Sidestrand è la chiesa di San Michele, realizzata nel 1881 su progetto dell'architetto Samuel Hoare: si tratta della riproduzione dell'omonima chiesa medievale, che era situata nei pressi della costa e che sarebbe crollata in mare.

### Architetture civili
Altri edifici d'interesse sono poi il Bizewell (situato lungo la Trimingham Road) e il Garden Close, entrambi risalenti al XIX secolo.